# The Spy Ring
The Spy Ring is een Amerikaanse avonturenfilm uit 1938 onder regie van Joseph H. Lewis.

## Verhaal
Twee bevriende, Amerikaanse officieren werken in het geheim aan een revolutionair wapen, dat kan worden gebruikt om vijandige oorlogsvliegtuigen neer te halen. Wanneer een van de officieren wordt vermoord, zweert zijn vriend wraak op de verantwoordelijke spionnen.

## Rolverdeling
| Acteur         | Personage             |
| -------------- | --------------------- |
| William Hall   | Kapitein Todd Hayden  |
| Jane Wyman     | Elaine Burdette       |
| Esther Ralston | Jean Bruce            |
| Robert Warwick | Kolonel Burdette      |
| Leon Ames      | Frank Denton          |
| Ben Alexander  | Kapitein Don Mayhew   |
| Don Barclay    | Timothy O'Reilly      |
| Egon Brecher   | Generaal A.R. Bowen   |
| Paul Sutton    | Charley               |
| Jack Mulhall   | Kapitein Tex Randolph |
| LeRoy Mason    | Paul Douglas          |
| Harry Woods    | Kapitein Holden       |
| Phillip Trent  | Kapitein Robert Scott |